# The Other Girl (singolo)
The Other Girl (stilizzato come the other girl) è un singolo delle cantanti statunitensi Kelsea Ballerini e Halsey, pubblicato il 20 aprile 2020 come secondo estratto dal terzo album in studio di Ballerini, Kelsea.

## Esibizioni dal vivo
Le cantanti si sono esibite per la prima volta con la canzone all'evento televisivo CMT Crossroads, registrato ad ottobre 2019 e trasmesso il 25 marzo 2020.

## Tracce
Testi e musiche di Kelsea Ballerini, Ashley Frangipane, Shane McAnally e Ross Copperman.
1. The Other Girl (The Other Mix) – 3:23
2. The Other Girl – 3:21

## Formazione
Musicisti
- Kelsea Ballerini – voce, cori
- Halsey – voce
- Ross Copperman – cori, chitarra acustica, basso elettrico, chitarra elettrica, tastiera
- Tom Bukovac – chitarra elettrica
- Dan Dugmore – pedal steel guitar
- Fred Eltringham – batteria
- Jimmy Robbins – chitarra acustica, banjo, basso elettrico, chitarra elettrica, mandolino
- Dan Grech-Marguerat – programmazione aggiuntiva

Produzione
- Dan Grech-Marguerat – missaggio
- Luke Burgoyne – assistenza all'ingegneria del suono
- Charles Haydon Hicks – assistenza all'ingegneria del suono
- Trey Keller – editing digitale
- Dave Kutch – mastering

## Classifiche
| Classifica (2020) | Posizione massima |
| ----------------- | ----------------- |
| Stati Uniti       | 95                |